# Inazuma Eleven 2
Pour les articles homonymes, voir Tempête (homonymie).
 (octobre 2019).
Si vous disposez d'ouvrages ou d'articles de référence ou si vous connaissez des sites web de qualité traitant du thème abordé ici, merci de compléter l'article en donnant les références utiles à sa vérifiabilité et en les liant à la section « Notes et références ».
Inazuma Eleven 2 (2 脅威の侵略者, Inazuma Irebun 2: Kyoui no shinryakusha) est un jeu vidéo de rôle développé et édité par Level-5, sorti le 1er octobre 2009 au Japon sur Nintendo DS. C'est le deuxième épisode de la série Inazuma Eleven. Contrairement à son prédécesseur, le jeu est disponible sous deux versions globalement similaires mais avec quelques petites différences, suivant le modèle Pokémon : la version Tempête de glace et la version Tempête de feu.

## Synopsis
Après la victoire contre l'équipe Zeus lors de la finale du Football Frontier, Mark et ses coéquipiers rentrent au collège, mais celui-ci est réduit en cendres par des personnages mystérieux, des extra-terrestres qui prétendent appartenir à l'Alius Academy, jouant au football et possédant de grands pouvoirs. Raimon joue un match face leur équipe, la Tempête des Gémeaux, qui menace de détruire tous les collèges du monde en cas de défaite. Raimon ne fait malheureusement pas le poids (10 à 0 pour la Tempête des Gémeaux), et cinq joueurs seront blessés à la suite du match et doivent quitter l'équipe Raimon (Steve, Timmy, Jim, Sam, et Max) puis plus tard Kevin (qui se blesse face à la nouvelle royale académie), Nathan puis Tod quitteront l'équipe pour les mêmes raisons (à part dans l'anime par abandon face à Genesis).
Mark et ses amis partent alors pour un long périple à bord de la caravane INAZUMA, afin de vaincre l'Alius Academy, et ainsi sauver le monde, en recrutant les meilleurs joueurs du Japon.

## Développement
Le jeu a été dévoilé lors du deuxième Level-5 Vision, la conférence annuel de son éditeur, Level-5, environ un mois après la sortie du premier Inazuma Eleven. En avril 2009, le magazine Famitsu annonce la sortie du jeu pour le 1er octobre 2009 au Japon. En juillet de la même année, Level-5 annonce que deux versions distincte de cette épisodes seront disponibles à sa sortie, la version Blizzard et la version Fire, chacune contenant quelques petites différences comme des personnages exclusifs à l'une ou l'autre version, à la manière des Pokémon. Un mois plus tard, lors du troisième Level-5 Vision, on apprend qu'il y aura des différences significatives, comme une introduction et une séquence de fin différentes. Level-5 annonce également que le célèbre joueur de football japonais Hidetoshi Nakata sera modélisé dans le jeu en tant que personnage spécial que l'on pourra recruter dans son équipe.
Inazuma Eleven 2 Tempête de glace et Tempête de feu sont sortis le vendredi 16 mars 2012 en Europe.

## Voix françaises
• Richard Rossignol : Chanteur générique
- Pablo Andres : Mark Evans
- Cyrille Monge : Axel Blaze
- Christophe Hespel : Jude Sharp, Erik Eagle
- Marie Zidi : Jordan Greenway (Janus), Victoria Vanguard, Suzette Hartland
- Caroline Klaus : Aquilina Schiller, Hurley Kane, Nathan Swift, mère de Mark
- Jérémy Rabert : Sonny Raimon
- Francine Baudelot : Steve Grim, Maxwell Carson
- Tony Beck : Shawn Frost, Bryce Whitingale (Gazelle), Caleb Stonewall
- Jérôme Berthoud : Kévin Dragonfly, David Samford, Joseph King
- Kelyan Blanc : Sam Kincaid, Jack Wallside, Dave Quagmire (Dvalin)
- Emmanuel Bonami : Astram Schiller, Inspecteur Smith
- Philippe Bozo : Stewart Vanguard, Godric Wyles
- Stéphane Miquel : Seymour Hillman, Ray Dark, M. Véteran
- Dorothée Pousséo : Todd Ironside, Celia Hills, Nelly Raimon
- Donald Reignoux : Scotty Banian, Xavier Foster (Xéné)
- Raphaëlle Valenti : Silvia Woods, Julia Blaze